# Erhardus Sperber
Erhardus Sperber (auch Erhardus Sperberus, Erhardt Sperber, Erhardus Nisus; * 1529 in Seebergen; † 29. März 1608 in Wehlau, Herzogtum Preußen) war ein streitbarer preußischer Theologe und Schriftsteller.

## Werdegang
Erhard Sperber ging etwa 1553 auf Melanchthons Veranlassung in das Herzogtum Preußen und erhielt sogleich in Bartenstein eine Anstellung als Diakonus (Kantor). 1554 wurde er Prediger in Quednau. Anfang September 1554 nahm er an einer allgemeinen Synode teil, in deren Verlauf die Anhänger Osianders ausgeschlossen wurden, am 4. September auch Sperber, der zu den Osiandristen hielt. 1555/56 wurde er Heerprediger bei der Landmiliz in Königsberg auf dem Haberberg, wo diese wegen eines drohenden Einfalls der Livländer stationiert war.
Caspar von Nostitz schrieb 1573, „… daß der alte hochlobige furst (Albrecht) ein sonderliches hertz zu ihme i(h)n derhalben in furfallenden Kriegßleuften fur einen Heerprediger bestellet und angenommen, wie er dan auch funf Vierteljhar alhier unter den Kriegeßknechten gepredigt. Weil er aber nach vertragenem Kriege mit dem Haußcreutz besucht, das ihme sein Haußfraw gestorben, sich derhalben hinaus in sein Vaterlandt begeben wollen, hat i(h)n ihre f(ürstl.) D(urchlaucht) zu mehrmahlen abgehalten und i(h)n nachmalß nicht allein aufn Bergk czum Predicanten verordnet, sondren auch angehalten, sich wieder czue beweiben …“
1558 wurde er Diakon (lutherischer Prediger, Kaplan) in Königsberg-Löbenicht („aufn Berg“ = Haberberg, Barbarakirche), wo er bald erneut in theologische Fehden verwickelt und heftiger Gegner des Calvinisten („Philippisten“) Vitus Neuber wurde, der daraufhin 1561 des Amtes enthoben wurde. Auch Sperber allerdings „wird seines Dienstes entsetzet“ und ging außer Landes, angeblich vertrieben von den Osiandristen. Er verließ das Herzogtum und ging in das polnisch-preußische Danzig, wo er 1561/62 Nachmittagsprediger an der dortigen Marienkirche wurde. Er unternahm bald darauf eine Reise zurück ins Herzogtum Preußen, um Zeugnisse gegen Neuber, der wie er nach Danzig gegangen war und ihn einen „Pabisten“ schimpfte, zu sammeln. Sperber erstattete dem Rat von Danzig ausführlich Bericht, der jedoch nicht antwortete. Um den Rat zur Antwort zu bringen, schrieb er daraufhin ein geistliches „Vermahnungsbüchlein“, wofür er sich am 21. Januar 1562 wieder entschuldigte, gleichzeitig aber den Druck all seiner gesammelten Dokumente androhte.
Schließlich schrieb er „auff daß die Welt sehen und erkennen möchte / wie ihm (…) unrecht geschehen wäre“ ein Buch gegen den „Schwärmer und Rottengeist“ Vitus Neuber, wodurch nun endgültig der Streit in der Bürgerschaft aufflammte und „ziemlich viel Widerwertigkeit“ und „Zanck und Zwytracht“, so der Thorner Historiker Christoph Hartknoch, verursachte. 1563 verließ er die Stadt wieder und wurde deutscher lutherischer Prediger im bisher katholischen Graudenz (St. Nikolai) im polnischen Preußen. Er wurde dort 1565 vor den katholischen Bischof zitiert, um seine Lehre zu rechtfertigen.
Seit 1569 reiste er umher und wurde schließlich 1574 Pfarrer an St. Jacobi in Wehlau und Erzpriester (Superintendent) über zwanzig Kirchen in der Inspektion Wehlau im Herzogtum Preußen. Wehlau wurde während seiner Amtsführung von Überschwemmung, Brand und Pest heimgesucht. 1579 unterschrieb er die Formula Concordiae. Er war auch hier weiterhin tätig als theologischer Schriftsteller.
Wie starr er sein konnte, zeigt ein Streit mit dem Kaplan Krause, der eine kranke Frau hatte. Sie konnte nicht zur Kirche gehen, was Sperber heftig tadelte, obwohl sie den Gottesdienst besuchte, sobald es ihr besser ging. Als sie aber ganz bettlägerig war und das Abendmahl haben wollte, weigerte sich Sperber zu kommen. Da reichte Krause selbst – in Gegenwart von Rats- und Gerichtsleuten – der Frau die Elemente. Es kam zu einem Streit, Sperber machte Anzeige, ein Gesandter des Konsistoriums kam nach Wehlau, um die Sache zu untersuchen.

## Familie
Sperber war der älteste Sohn des Superintendenten Valentinus Sperber (Nisus) in Seebergen – ein Gefolgsmann des Philipp Melanchthon – sowie der früheren Nonne Euphrosyne von Borsdorf vom Stift Borna. Nach einem Schreiben Erhard Sperbers in Danzig von 1562 stammte er ab von dem reichen Reutlinger Bürger Contz Sperber und seiner Frau Bethe der Walgerin im 14. Jahrhundert (Sperber erhob offenbar Anspruch auf Einkünfte aus der von diesen errichteten reichen Stiftung). Erhard Sperber hatte elf Brüder, von denen die Mehrzahl ebenfalls Theologen waren, allerdings weit weniger auffällig als er. Der bedeutendste seiner Brüder war der fürstliche Rat Julius Sperber in Dessau, Mitbegründer des Rosenkreuzer-Ordens und mystischer Schriftsteller. Erhard Sperbers Kinder in Wehlau waren der Ratsherr Christoph Sperber, Ratsherr Erhard Sperber und Helene, die den Wehlauer Handelsmann und Gutsherrn Hans Wahl aus Königsberg (ursprünglich aus der Danziger Ratsfamilie Wahl) heiratete. Nachkommen lebten vielfach in Wehlau, 1642 wurden in der Einwohnerliste von Wehlau genannt: Bürgermeister Wendel Sperber, Ratsherr Erhard Sperber, Bürger Elisay Sperber, Hanß Sperber und Friedrich Sperber.

## Werke
- Christliche und notwendige verantwortung Erhardi Sperbers/ wider die grewliche bezichtigung und beschwerliche aufflag der Sacramentirer und Rottengeister zu Dantzig/ Sampt einer trewen Warnung an die fromen Christen daselbst/ sich für jnen zu hüten. Erffurd 1563, gedruckt durch Melchior Sachsen (vorhanden in der Sächsischen Landesbibliothek, Wissenschaftliche Allgemeinbibliothek, Dresden, Signatur: Th. ev. pol. 1307, und in der Herzog August Bibliothek Wolfenbüttel, Sign. 976.1 Theol. (3)
- theologisches Schreiben aus Königsberg, Geh. Staatsarchiv Preuß. Kulturbesitz Berlin: GStAPK, XX. HA StA Königsberg, EM 137e 3 Nr. 14 und 17
- Eine lateinische Pergamenthandschrift aus dem Besitz Sperbers (124 Seiten) ist in der Herzog August Bibliothek Wolfenbüttel, Handschriftensammlung, Bibliotheca Augusta, vorhanden, Signatur: „Cod. Guelf. 35 Aug. 4°“, Titel: Adhortatio ad curiosos, ne artibus Dardaneis, sed potius Magiae verae et Philosophiae navent, collectore Erhardo Sperbero, Posonii anno M.D.XC. (1590).
- handschriftliches Traktat von Erhard Sperber, religiösen Inhalts, vom 20. Oktober 1561, auf Pergament 21×15 cm/sygn. 300, R/Pp, q 24, ohne Titel, mit einer Widmung für den Rat der Stadt Danzig, deutsch mit lat. Zitaten, 76 Blätter, in: Archiwum Państwowe w Gdańsku, 0001057, ul. Wały Piastowskie 5, skrytka pocztowa 401, 80-958 Gdańsk 1
- Handschreiben des Erhardus Sperber vom 23. Januar 1562 an den erbaren und wolweisen Herrn Bürgermeister und Ratsverwandten der Kgl. Stadt Danzig, in dem er Bezug auf seinen Streit mit Vitus Neuber nimmt und hinweist auf seine Herkunft, unnumerierter Foliant im Stadtarchiv Danzig
- siehe auch: Handschriftenkatalog der Herzog August Bibliothek Wolfenbüttel, von Otto von Heinemann (Nennung einer theologischen Handschrift Sperbers)